# 奶粉限购令
奶粉限购令，俗稱限奶令，是部分地区政府為因應中國大陸遊客在当地搶購奶粉所採取的因應措施。

## 起因
由於2008年中国奶制品污染事件，造成中国民众对国产奶粉的安全性产生担忧。另一方面，2011年，中國大陸的通貨膨脹率持续高企，相比之下加之部分地区的奶粉較為便宜，而奶粉的品质也要比中国大陆销售的要高，一些地区的罐裝奶粉遭中国内地民众抢购，一度造成当地奶粉市场出现缺货和供应紧缺的局面，一些超市挂出“限购牌”应对。为缓解当地奶粉供应紧张状况，当地政府頒布行政命令，明确保证将限制大量抢购奶粉，适当预留给本地居民。

## 各地实行规则
- 香港：2013年3月1日起，香港“限制奶粉出境”新法规或将生效。詳見香港奶粉水貨客。[1]除非获工业贸易署发出出口许可证，否则个人将被禁止从香港输出供36个月以下婴幼儿食用包括奶粉或豆奶粉的配方粉。若被海關抓到每人攜帶兩罐以上的數量出境，攜帶人會被處以兩年徒刑。
- 澳門：澳门超市掛牌限制每人每天限购2罐。
- 美国：2012年6月起，每人每天限购5-12罐。
- 新西兰：2012年起，每人每天限购2罐。
- 德国：2013年起，每人每天限购3罐。
- 澳大利亚：2013年1月起，每人每天限购4罐。
- 荷兰：2013年3月起，每人每天限购1-3罐。
- 英国：2013年4月起，每人每天限购2罐[2]。